# Powrót do Providence
Powrót do Providence (ang. Providence) – amerykański serial telewizyjny wyświetlany przez stację telewizyjną NBC w latach 1999-2002. W Polsce emitowany w telewizji TVP2 i w kanale Fox Life.

## Obsada
- Melina Kanakaredes jako doktor Sydney Hansen (96 odcinków)
- Seth Peterson jako Robbie Hansen (96 odcinków)
- Mike Farrell jako doktor James Hansen (96 odcinków)
- Paula Cale jako Joanie Hansen (81 odcinków)
- Concetta Tomei jako Lynda Hansen (63 odcinki)
- Dana Daurey jako Heather Tupperman (60 odcinków)
- Samaria Graham jako Izzy Nunez (53 odcinki)
- Toni DeRose jako Patrice (36 odcinków)
- Maria Pitillo jako Tina Calcatera (31 odcinków)
- Tessa Allen jako Hannah Hansen (29 odcinków)
- George Newbern jako Owen Frank (21 odcinków)
- Alex D. Linz jako Pete Calcatera (19 odcinków)
- Leslie Silva jako doktor Helen Reynolds (18 odcinków)
- Jon Hamm jako Burt Ridley (18 odcinków)
- Tom Verica jako Kyle Moran (13 odcinków)

## Spis odcinków
| N/o            | Polski tytuł                     | Angielski tytuł                  |
| -------------- | -------------------------------- | -------------------------------- |
| SERIA PIERWSZA |                                  |                                  |
| 1              | Powroty                          | Pilot                            |
| 2              | Ponownie w domu                  | Home Again                       |
| 3              | Wszystkie dobre psy idą do nieba | All Good Dogs Go To Heaven       |
| 4              | Siostry                          | Sisters                          |
| 5              | Pomiędzy światami                | Runaway Sydney                   |
| 6              | Zakochani w miłości              | Tying The Note                   |
| 7              | Powrót namiętności               | If Memory Serves                 |
| 8              | Ślepa wiara                      | Blind Faith                      |
| 9              | Smak Providence                  | Taste Of Providence              |
| 10             | Pewny zakład                     | You Bet Your Life                |
| 11             | Konkurs kulinarny                | Pig In Providence                |
| 12             | Święta Syd                       | Saint Syd                        |
| 13             | Drzewo genealogiczne             | Family Tree                      |
| 14             | Dobrzy kompani                   | Good Fellows                     |
| 15             | Dwoje do tanga                   | Two To Tango                     |
| 16             | Faceci i lalki                   | Guys And Dolls                   |
| 17             | Niebo może poczekać              | Heaven Can Wait                  |
| SERIA DRUGA    |                                  |                                  |
| 18             | Trzecia kwestia                  | The Third Thing                  |
| 19             | List                             | The Letter                       |
| 20             | Przyjęcie urodzinowe             | The Birthday Party               |
| 21             | Nie ponaglisz miłości            | You Can't Hurry Love             |
| 22             | Niespełnienie                    | He's Come Undone                 |
| 23             | Sekrety i kłamstwa               | The Phantom Menace               |
| 24             | Oddalenie                        | Sail Away                        |
| 25             | Kobiety w podróży (1)            | Thank You, Providence: Part 1    |
| 26             | Kobiety w podróży (2)            | Thank You, Providence: Part 2    |
| 27             | Rodzinne święta                  | Home For The Holidays            |
| 28             | Pocałunek                        | The Kiss                         |
| 29             | Matka i dziecko                  | Mother & Child                   |
| 30             | Zjazd szkolny                    | The Reunion                      |
| 31             | Nie ma jak w domu                | The Apartment                    |
| 32             | Rodzeństwo                       | Sibling Rivarly                  |
| 33             | Właściwa rzecz                   | Do The Right Thing               |
| 34             | Burza                            | The Storm                        |
| 35             | Nie zmnieniaj się                | Don't Go Changin'                |
| 36             | Więzy rodzinne                   | Family Ties                      |
| 37             | Ryzyko w miłości                 | Taking A Chance On Love          |
| 38             | Miłość jest piękna               | Love Is In The Air               |
| 39             | Syd w krainie czarów             | Syd In Wonderland                |
| 40             | Głęboki letarg                   | Paradise Inn                     |
| SERIA TRZECIA  |                                  |                                  |
| 41             | Powrót do życia                  | Safe At Home                     |
| 42             | Noc Halloween                    | Trick Or Treat                   |
| 43             | Dobry lekarz                     | The Good Doctor                  |
| 44             | Złote ręce                       | Rescue Me                        |
| 45             | Ukryta prawda                    | The Unsinkable Sydney Hansen     |
| 46             | Uczta rodzinna (1)               | The Thanksgiving Story: Part 1   |
| 47             | Uczta rodzinna (2)               | The Thanksgiving Story: Part 2   |
| 48             | Odrobina magii                   | The Gift                         |
| 49             | Noc nieporozumień                | Big Night                        |
| 50             | Pistolet                         | The Gun                          |
| 51             | Przedślubna gorączka             | Saved By The Bell                |
| 52             | Burzliwa noc                     | It Was A Dark And Stormy Night   |
| 53             | Niezbędna korekta                | The Lion Sleeps Tonight          |
| 54             | Niewidzialny człowiek            | The Invisible Man                |
| 55             | Więzy krwi                       | Parenthood                       |
| 56             | Historia miłosna                 | Love Story                       |
| 57             | Wirus Ebola                      | Exposure                         |
| 58             | Kusząca propozycja               | Magician                         |
| 59             | Wyjątkowy polityk                | Meet Joe Conelly                 |
| 60             | Podwójne oblicze                 | Trial & Error                    |
| 61             | Zasada numer jeden               | Rule Number One                  |
| 62             | Obawy serca                      | Falling                          |
| SERIA CZWARTA  |                                  |                                  |
| 63             | Tata                             | Dad                              |
| 64             | Nareszcie w domu                 | Home Sweet Home                  |
| 65             | Kontrola impulsów                | Impulse Control                  |
| 66             | Możesz na mnie liczyć            | You Can Count On Me              |
| 67             | Miłość i polityka                | Civil Unrest                     |
| 68             | Burzliwe wesele                  | Best Man                         |
| 69             | Miodowy miesiąc                  | The Honeymoon's Over             |
| 70             | Ja i mój cień                    | Rocky Road                       |
| 71             | Dzień dziękczynienia             | Gobble, Gobble                   |
| 72             | Randka w ciemno                  | The Mating Dance                 |
| 73             | Początek czegoś wielkiego        | The Start Of Something Big       |
| 74             | Człowiek cień                    | Shadow Play                      |
| 75             | Strach przed miłością            | The Good Fight                   |
| 76             | Wojna i pokój                    | All The King's Men               |
| 77             | Światła Hollywood                | Act Naturally                    |
| 78             | W otchłani                       | Limbo                            |
| 79             | Cała prawda                      | The Whole Truth                  |
| 80             | Smak życia                       | Gotcha                           |
| 81             | Wysokie oczekiwania              | Great Expectations               |
| 82             | Kiedy miłość cię zmienia         | Things Have Changed              |
| 83             | Trójkąt miłosny                  | Smoke And Mirrors                |
| 84             | Poza kontrolą                    | Out Of Control                   |
| SERIA PIĄTA    |                                  |                                  |
| 85             | Nowe życie                       | A New Beginning                  |
| 86             | Wysyp mężczyzn                   | It's Raining Men                 |
| 87             | Płaszcz i szpada                 | Cloak & Dagger                   |
| 88             | Biała róża                       | The Wedding Planner              |
| 89             | Noc Halloween                    | Things That Go Bump In The Night |
| 90             | Sedno sprawy                     | The Heart Of The Matter          |
| 91             | Prawda i konsekwencje            | Truth And Consequences           |
| 92             | Resztki z pańskiego stołu        | Left-Overs                       |
| 93             | Dźwięki muzyki                   | The Sound Of Music               |
| 94             | W oku cyklonu                    | Eye Of The Storm                 |
| 95             | Jedenasta godzina                | The Eleventh Hour                |